# حسین امینی (سیاستمدار)
حسین امینی سیاستمدار اصلاح طلب و مدیر اجرایی اهل ایران است.

## زندگی‌نامه
حسین امینی در سال ۱۳۳۲  در روستای زهان از توابع شهرستان قائنات به دنیا آمد.

## سوابق اجرایی
- فرماندار شهرستان قائنات (۱۳۶۰)
- نماینده مردم شهرستان قائنات در چهارمین دوره مجلس شورای اسلامی (۱۳۷۵-۱۳۷۱)[۱]
- استاندار سیستان و بلوچستان (۱۳۸۴-۱۳۸۱).[۲]
- سرپرست استانداری خراسان
- رئیس بنیاد امید ایرانیان (شعبه خراسان رضوی) (۱۳۹۲ - اکنون)